# Baschlikmütze

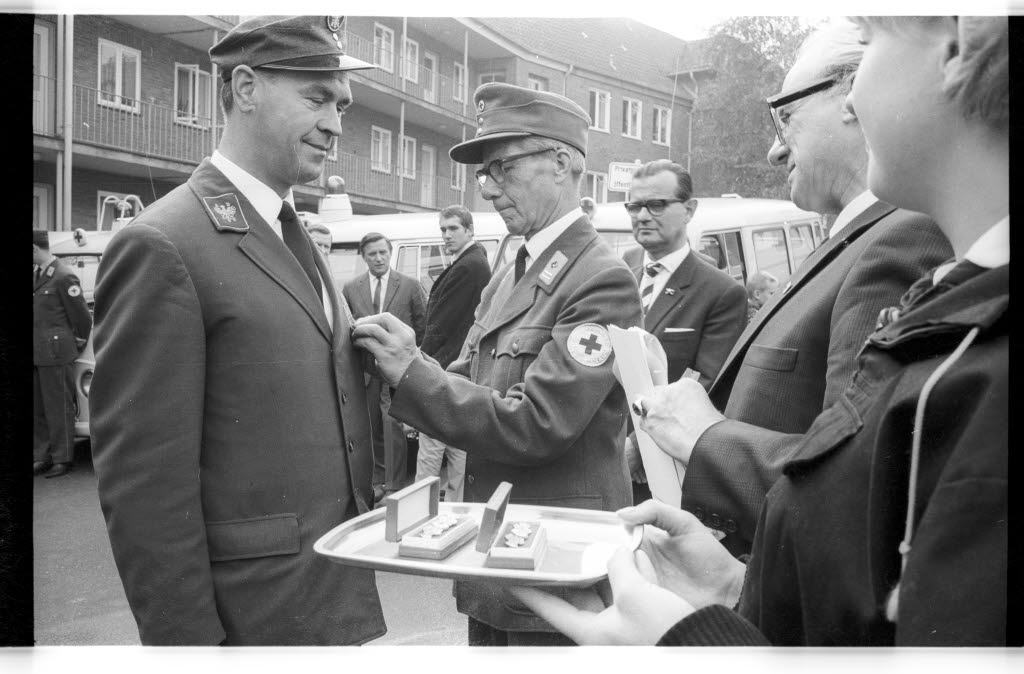
Die Baschlikmütze als Teil der DRK-Uniform, 1966

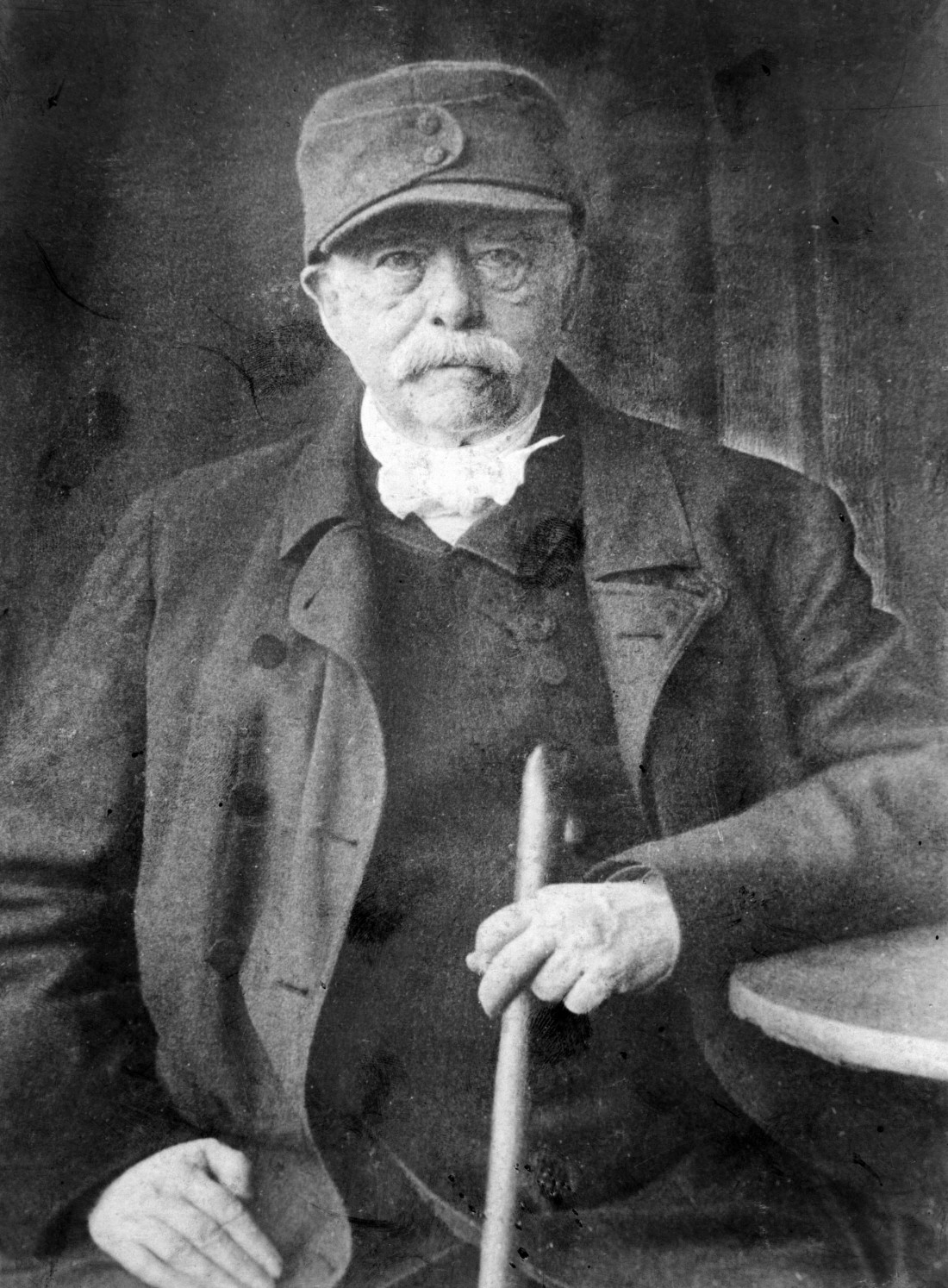
Reichskanzler Otto von Bismarck mit Baschlikmütze (um 1885)

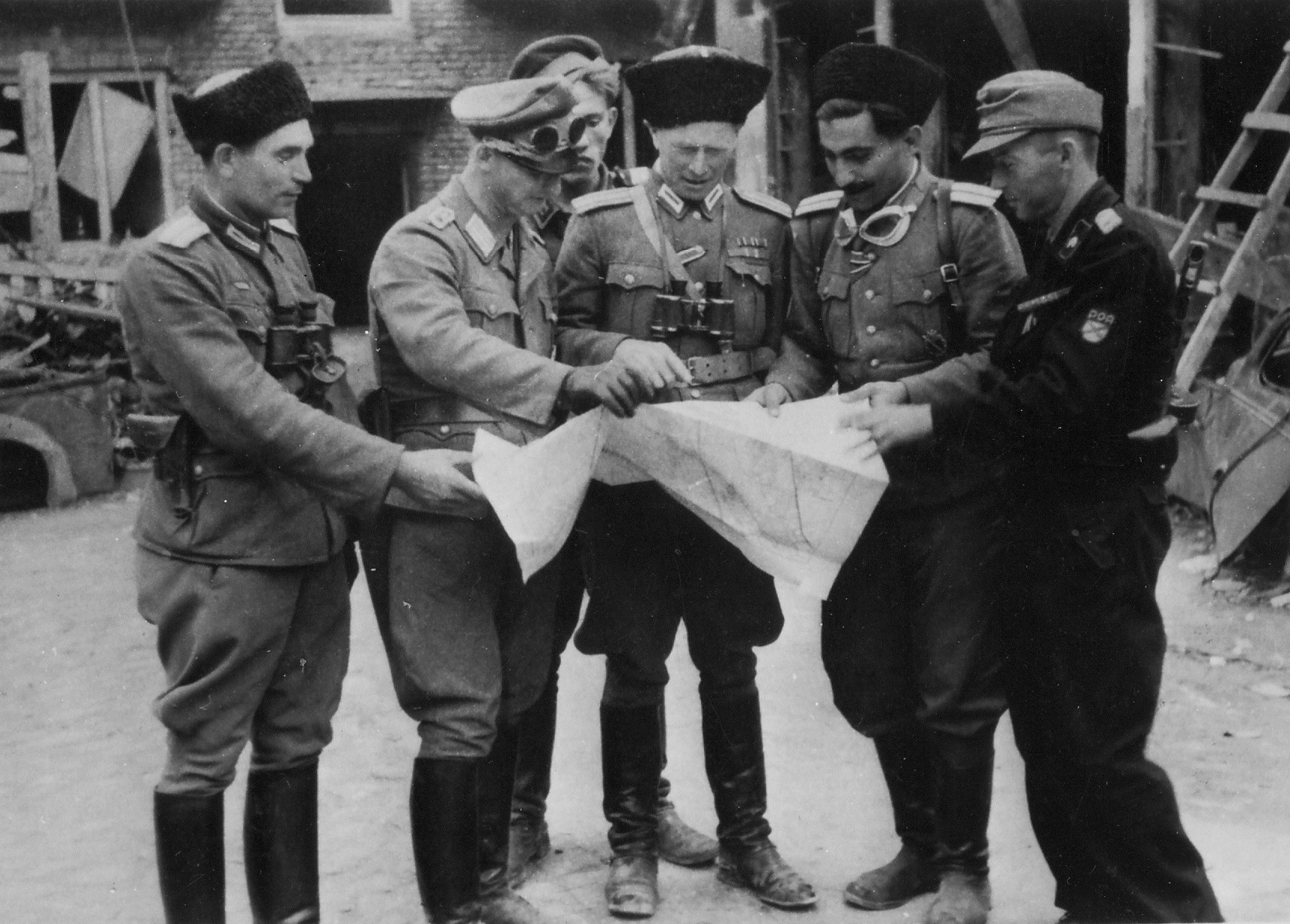
Ein Mitglied der Russischen Befreiungsarmee mit Baschlikmütze (ganz rechts), 1944

Die Baschlikmütze, auch Kaiserjägermütze oder Jägermütze, ist eine Kopfbedeckung in Form einer Kappe mit Schirm und aufklappbarem Nacken- und Ohrenschutz. Sie ist im 19. Jahrhundert in Deutschland aus dem Baschlik entstanden. Traditionell wird diese Kopfbedeckung aus Loden, Walkstoffen oder wasserabweisendem Tuch hergestellt.

## Geschichte
Der Baschlik wurde wahrscheinlich während der Befreiungskriege 1813 bis 1815 durch russische Kosaken nach Deutschland gebracht. Die deutschen Soldaten griffen das Konzept auf und ergänzten ihre Tschakos um Klappen, um ihre Ohren vor Kälte zu schützen und übernahmen die Bezeichnung. So wie die Schirmmütze bei der Zivilbevölkerung aus den Tschakos ohne Klappen entstand, entwickelte sich aus dem Tschako mit Klappen die Baschlikmütze. Sie fand als Bergmütze Eingang in die Uniformen z. B. von Militär (Bergmütze der Bundeswehr), Zoll, Post und DRK; als Kleidungsstück insbesondere von Förstern, Jägern und Landwirten wird sie unverändert verwendet.
Als prominenter Träger der Baschlikmütze bei jagdlichen Veranstaltungen ist Reichskanzler Otto von Bismarck bekannt, der diese Kopfbedeckung im späten 19. Jahrhundert öffentlich trug.

## Trivia
Die Baschlikmütze des vormaligen Entwicklungshilfeministers Dirk Niebel befindet sich seit 2013 als Museumsstück im Haus der Geschichte in Bonn. Niebel trug seine Baschlikmütze, beziehungsweise Bergmütze, bei weltweiten Dienstreisen.
In der NRD-Fernsehserie Neues aus Büttenwarder trug der fiktive Bauer Kurt Brakelmann (gespielt von Jan Fedder) sehr oft eine Baschlikmütze.